# Tessmanniacanthus
Tessmanniacanthus là chi thực vật có hoa trong họ Acanthaceae.